# Почет (посёлок)
По́чет — посёлок в Абанском районе Красноярского края. Административный центр Почетского сельского поселения.

## География
Расположен на левом берегу реки Бирюса. Расстояние до районного центра составляет 75 км.

## Население
| 1926 | 1989  | 2002  | 2010 |
| ---- | ----- | ----- | ---- |
| 179  | ↗1584 | ↘1044 | ↘947 |

## Известные уроженцы
- Медведчук, Виктор Владимирович — украинский политический и государственный деятель.
- Шумаков, Алексей Васильевич — выдающийся борец классического стиля, олимпийский чемпион. Заслуженный мастер спорта СССР (1976).